# Carlos Barbero
Carlos Barbero Cuesta (Burgos, 29 de abril de 1991) es un exciclista español que fue profesional entre 2012 y 2022.

## Trayectoria
Comenzó a destacar tímidamente en 2013 cuando consiguió varios top-ten en carreras de Portugal y España y una victoria en la Ronde d'Isard. En 2014 consiguió los primeros resultados en el calendario nacional, con un podio en la Vuelta a la Rioja y un bronce en el campeonato nacional. Su primera victoria en el calendario nacional llegó en julio con el Circuito de Guecho. 
En 2015 aterriza en el Caja Rural y tras un principio de temporada marcado por una caída en la Estrella de Bessèges en la que se rompió la clavícula. Pero enseguida volvió a la competición y en mayo consiguió la victoria en la última etapa de la Vuelta a la Comunidad de Madrid. También consiguió victorias en Estados Unidos en la The Philadelphia Cycling Classic y 2 etapas en el Tour de Beauce. Con la plata en el campeonato de España terminó el primer bloque de la temporada. En el segundo bloque destacó su tercer puesto en el Circuito de Guecho, en un final con polémica por una maniobra de Juanjo Lobato cuando iba progresando. Ganó la primera etapa de la Vuelta a Burgos y se puso de líder. También debutó en una gran vuelta en la Vuelta a España. En 2016 corrió el Campeonato Mundial de Ciclismo en Ruta.
El 10 de marzo de 2023 anunció su retirada tras no haber encontrado ningún equipo con el que seguir compitiendo.

## Palmarés
2013
- 1 etapa de la Ronde d'Isard

2014
- Vuelta al Alentejo
- 3.º en el Campeonato de España en Ruta
- Circuito de Guecho

2015
- 1 etapa de la Vuelta a la Comunidad de Madrid
- The Philadelphia Cycling Classic
- 2 etapas del Tour de Beauce
- 2.º en el Campeonato de España en Ruta
- 1 etapa de la Vuelta a Burgos

2017
- Vuelta al Alentejo
- 1 etapa de la Vuelta a la Comunidad de Madrid
- 1 etapa de la Vuelta a Castilla y León
- Circuito de Guecho
- 1 etapa de la Vuelta a Burgos

2018
- 1 etapa de la Vuelta a Castilla y León
- 1 etapa de la Vuelta a la Comunidad de Madrid
- 1 etapa de la Vuelta a Burgos

2019
- 1 etapa de la Vuelta a Austria

## Resultados en Grandes Vueltas y Campeonatos del Mundo
Durante su carrera deportiva consiguió los siguientes puestos en Grandes Vueltas y en los Campeonatos del Mundo:
| Carrera         | Carrera         | 2012 | 2013 | 2014 | 2015  | 2016 | 2017 | 2018 | 2019 | 2020  | 2021  | 2022 |
| --------------- | --------------- | ---- | ---- | ---- | ----- | ---- | ---- | ---- | ---- | ----- | ----- | ---- |
|                 | Giro de Italia  | —    | —    | —    | —     | —    | —    | —    | —    | —     | —     | ―    |
|                 | Tour de Francia | —    | —    | —    | —     | —    | —    | —    | —    | —     | 124.º | —    |
|                 | Vuelta a España | —    | —    | —    | 149.º | —    | —    | —    | —    | 107.º | ―     | —    |
| Mundial en Ruta | Mundial en Ruta | —    | —    | —    | —     | Ab.  | —    | —    | —    | —     | —     | ―    |

—: no participa

Ab.: abandono

## Equipos
- Orbea Continental/Euskadi (2012-2014)
  - Orbea Continental (2012)
  - Euskadi (2013-2014)
- Caja Rural (2015-2016)
- Movistar Team[4] (2017-2019)
- NTT/Qhubeka[5] (2020-2021)
  - NTT Pro Cycling (2020)
  - Team Qhubeka ASSOS (01.2021-06.2021)
  - Team Qhubeka NextHash (06.2021-12.2021)
- Lotto Soudal (2022)[6]